# Anna Rice
|  | Ikke at forveksle med novelleskriveren Anne Rice |
Anna Kathleen Rice (født 19. august 1980)  er en canadisk badmintonspiller. Hun har blandt andet vundet to sølvmedaljer ved de panamerikanske lege 2003 i damesingle. Hun repræsenterede Canada ved sommer-OL 2008 i Beijing, Kina, hvor hun blev slået ud i tredje runde.